# Ramón (cantante)
Ramón del Castillo Palop (Las Palmas de Gran Canaria, 3 de mayo de 1985) es un cantante español conocido principalmente por representar a España en el Festival de la Canción de Eurovisión 2004 con el tema «Para llenarme de ti».

## Carrera musical

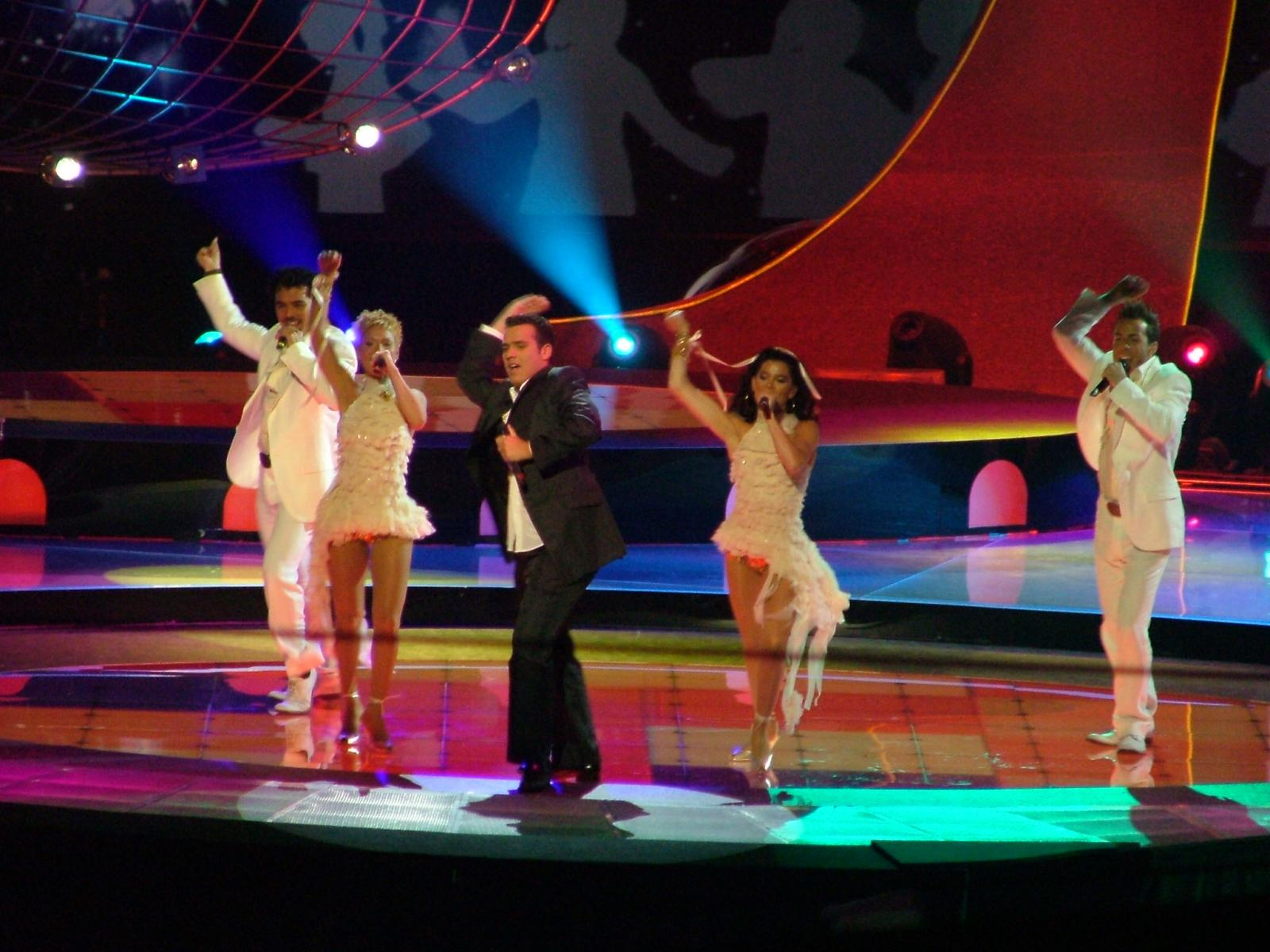
Ramón en Eurovisión 2004

Con 18 años entró en la academia de Operación Triunfo y quedó clasificado en segunda posición. En 2004, fue seleccionado por los telespectadores del programa para representar a España en el Festival de la Canción de Eurovisión que se celebró en Estambul (Turquía) con el tema «Para llenarme de ti». Fue el primero en actuar y quedó clasificado en 10.ª posición de 24 participantes con 87 puntos recibiendo las máximas puntuaciones de Andorra (12), Portugal (12), Francia (8) e Israel (8). Dicha canción alcanzó el número uno de las listas de ventas en España, permaneciendo nueve semanas en lista. Su primer álbum Es así se lanzó unas semanas antes del certamen de eurovisión. El álbum debutó en el número seis de la lista de ventas y permaneció once semanas en lista.
En octubre de 2006 se publica el segundo álbum de estudio, Cambio de sentido, su nuevo trabajo en el que seis de sus temas son escritos por él mismo. En agosto de 2009 el cantante grabó una canción para el concurso convocado por el 60.º aniversario de la fundación de su equipo de fútbol de toda la vida, la Unión Deportiva Las Palmas quedando entre los finalistas.
En 2007 se publica un disco con motivo del Centenario del Real Betis Balompié, entre los numerosos artistas que colaboran, destaca la presencia de Ramón del Castillo, el cual, compone una canción ante tal efeméride. También graba un videoclip a bordo de un barco turístico  por las aguas del Río Guadalquivir enfundado es una bufanda del club verdiblanco.
En el año 2005 hizo unas declaraciones para el periódico digital La voz de Lanzarote en las que afirmaba que la "academia de artistas", con Alicia Cebrián a la cabeza, productora con la que tenía contrato, no mostraba ningún interés en la contratación de conciertos de Ramón del Castillo. El cantante estima que podría haber realizado entre 60 y 80 conciertos si la productora hubiese puesto interés en su carrera musical, en cambio tan solo fueron capaces de cerrarle 5 conciertos, con la repercusión y el tirón que Ramón tuvo durante el 2004.
En 2010 se retiró del mundo de la música. Poco después acabó sus estudios de Producción Audiovisual en el IES Politécnico Las Palmas. Desde finales de 2013 vive en Oslo, donde trabaja para una productora nacional noruega, Seefood TV.

## Discografía
Álbumes de estudio
| Fecha de lanzamiento | Álbum             | Discográfica  | Posición en lista |
| Fecha de lanzamiento | Álbum             | Discográfica  | España            |
| -------------------- | ----------------- | ------------- | ----------------- |
| 2004                 | Es así            | Vale Music    | 6                 |
| 2006                 | Cambio de sentido | Independiente |                   |